# Сом Микола Гнатович
Сом Микола Гнатович (26 липня 1938) — художник, журналіст. Член Національної спілки художників України (2001). Член Національної спілки журналістів України.

## Біографія та творчість
Микола Гнатович Сом народився в 1938 році в с. Требухів на Київщині в сім'ї хліборобів. Ще хлопцем приїхав до Києва для навчання в художній школі. Згодом пройнявся долею юного Тараса Шевченка. І до цієї теми неодноразово звертався в своїй творчості, зокрема в роботі «Тарас у Києві, 1829 рік», виконаній у техніці літографії.
Дипломна робота Миколи Сома у Київському державному художньому інституті, який він закінчив у 1966 році з фаху графіки у майстерні М. І. Селіванова, була присвячена темі українського народного весілля. У роки, коли послідовно знищувалась в українцях їх українськість, Микола Сом свідомо підіймає народну тему, звертаючи велику увагу на етнографічний аспект.
Протягом багатьох років Микола Гнатович Сом працював у різних мистецько-видавничих установах як редактор, а також був викладачем студентства. Брав участь у багатьох республіканських, міжнародних та національних виставках. Він є членом Національної спілки художників України та Національної спілки журналістів України.
В акварелях, малюнках та офортах художник часто звертався до мотивів історичного Києва. Чимало акварелей митця присвячено темі рідних лугів, пасовиськ, доріг.
В 1999—2000 рр. в складі київської бригади художників працював над оздобленням Михайлівського Золотоверхого Собору.
В 2001 р. брав участь в оздобленні центральної зали Залізничного вокзалу м. Києва.
В 2002 р. у співавторстві з художником В. Сентюріним розписав церкву в селі Іванків Бориспільського району.
Микола Гнатович Сом проживає в м. Києві, в Солом'янському районі.